# Fotboll i England 2012/2013
Detta är en översikt av Fotboll i England säsongen 2012/2013.

## Premier League
Manchester United vann sin trettonde Premier League-titel och tog sin tjugonde ligatitel totalt.
Tabelltoppen:
|   | Klubb             | Poäng |
| - | ----------------- | ----- |
| 1 | Manchester United | 89    |
| 2 | Manchester City   | 78    |
| 3 | Chelsea FC        | 75    |
| 4 | Arsenal FC        | 73    |
| 5 | Tottenham Hotspur | 72    |

Nedflyttade till The Championship: 
|    | Klubb               | Poäng |
| -- | ------------------- | ----- |
| 18 | Wigan Athletic      | 36    |
| 19 | Reading FC          | 28    |
| 20 | Queens Park Rangers | 25    |

## The Championship
Cardiff City och Hull City blev direktuppflyttade till Premier League. Crystal Palace FC blev uppflyttade efter att ha vunnit kvalspelet.  
|   | Klubb                  | Poäng |
| - | ---------------------- | ----- |
| 1 | Cardiff City           | 87    |
| 2 | Hull City              | 79    |
| 3 | Watford                | 77    |
| 4 | Brighton & Hove Albion | 75    |
| 5 | Crystal Palace FC      | 72    |
| 6 | Leicester City         | 68    |

Nedflyttade till League One:
|    | Klubb                   | Poäng |
| -- | ----------------------- | ----- |
| 22 | Peterborough United     | 54    |
| 23 | Wolverhampton Wanderers | 51    |
| 24 | Bristol City            | 41    |

Kval till Premier League:
Leicester-Watford 1-0, Watford-Leicester 3-1
Crystal Palace-Brighton 0-0, Brighton-Crystal Palace 0-2
Final: Crystal Palace-Watford 1-0

## League One
Doncaster Rovers och AFC Bournemouth blev direktuppflyttade till The Championship. Yeovil Town blev uppflyttade efter att ha vunnit kvalspelet.
Tabelltoppen:
|   | Klubb            | Poäng |
| - | ---------------- | ----- |
| 1 | Doncaster Rovers | 84    |
| 2 | AFC Bournemouth  | 83    |
| 3 | Brentford FC     | 79    |
| 4 | Yeovil Town      | 77    |
| 5 | Sheffield United | 75    |
| 6 | Swindon Town     | 74    |

Nedflyttade till League Two:
|    | Klubb                | Poäng                                              |
| -- | -------------------- | -------------------------------------------------- |
| 21 | Scunthorpe United    | 48                                                 |
| 22 | Bury FC              | 41                                                 |
| 23 | Hartlepool United FC | 41                                                 |
| 24 | Portsmouth FC        | 32 (fick tio poängs avdrag för ekonomiska problem) |

Kval till The Championship:
Sheffield United-Yeovil 1-0, Yeovil-Sheffield United 2-0
Swindon-Brentford 1-1, Brentford-Swindon 3-3 (Brentford till final efter straffar 5-4)
Final: Yeovil-Brentford 2-1

## League Two
Gillingham FC, Rotherham United FC och Port Vale blev direktuppflyttade till League One. Bradford City blev uppflyttade efter att ha vunnit kvalspelet.
Tabelltoppen:
|   | Klubb               | Poäng |
| - | ------------------- | ----- |
| 1 | Gillingham FC       | 83    |
| 2 | Rotherham United FC | 79    |
| 3 | Port Vale           | 78    |
| 4 | Burton Albion FC    | 76    |
| 5 | Cheltenham Town FC  | 75    |
| 6 | Northampton Town    | 73    |
| 7 | Bradford City       | 69    |

Nedflyttade till Football Conference: 
|    | Klubb             | Poäng |
| -- | ----------------- | ----- |
| 23 | Barnet FC         | 51    |
| 24 | Aldershot Town FC | 48    |

Kval till League One:
Bradford-Burton Albion 2-3, Burton Albion-Bradford 1-3
Northampton-Cheltenham 1-0, Cheltenham-Northampton 0-1
Final: Bradford-Northampton 3-0

## Conference National
Mästare och direktuppflyttade till League Two: Mansfield Town
Uppflyttade till League Two efter kvalspel: Newport County

## FA-cupen
Final, 11 maj 2013 på Wembley Stadium: Wigan Athletic-Manchester City 1-0
Semifinaler: 
Millwall-Wigan Athletic 0-2 (Wembley Stadium 13 april 2013) 
Chelsea-Manchester City 1-2 (Wembley Stadium 14 april 2013)

## Ligacupen
Final, 24 februari på Wembley Stadium: Swansea City-Bradford City 5-0
Semifinaler (två möten): 
Bradford-Aston Villa 3-1, Aston Villa-Bradford 2-1
Chelsea-Swansea 0-2, Swansea-Chelsea 0-0

## Händelser
- 22 januari: League Two-laget Bradford City blir den första klubben från den lägsta ligadivisionen sedan 1962 som når ligacupfinalen. På vägen har de slagit ut tre Premier League-klubbar; Aston Villa, Arsenal och Wigan Athletic.[1]
- 23 februari: Swansea City vinner sin första stora titel när de besegrar Bradford City i ligacupfinalen med 5-0.[2]
- 8 maj: Sir Alex Ferguson meddelade att han slutar som manager för Manchester United efter nästan 27 år.[3]
- 11 maj: Wigan Athletic vinner sin första stora titel när de vinner FA-cupfinalen mot Manchester City med 1-0.[4] Tre dagar senare blir det klart att de får lämna Premier League efter en förlust mot Arsenal. Wigan blir därmed den första klubben någonsin som vinner FA-cupen och degraderas i ligan samma säsong.[5]